# Ernst Rabel
Ernst Rabel (* 28. Januar 1874 in Wien; † 7. September 1955 in Zürich) war Rechtsgelehrter. Er wird als der Begründer der modernen Rechtsvergleichung in Deutschland angesehen.
Rabel war daneben auch ein bedeutender Rechtshistoriker, vor allem zum römischen Recht. So war er neben Ernst Levy Mitherausgeber des Index Interpolationum (Sammelband für textkritische Analysen des Corpus iuris civilis) und Gründungsdirektor des Kaiser-Wilhelm-Instituts für ausländisches und internationales Privatrecht (heute: Max-Planck-Institut für ausländisches und internationales Privatrecht). Seine rechtsvergleichenden Arbeiten nahmen ihren Ausgangspunkt in Untersuchungen zum römischen Recht, nämlich mit seinen Untersuchungen zur Rechtsmängelhaftung (1902).

## Leben

### Kindheit und universitärer Werdegang (1874–1902)
Rabel wurde am 28. Januar 1874 in Wien als Sohn des k.u.k. Hof- und Gerichtsadvokaten Albert Rabel und Berta Ettinger geboren. Er hatte unter anderem Klavierunterricht bei Anton Bruckner.
Er studierte in Wien, wo er mit 21 Jahren am 20. Dezember 1895 bei Ludwig Mitteis promovierte. Anschließend arbeitete er kurze Zeit in der Kanzlei seines Vaters, bevor er Mitteis nach Leipzig folgte, bei dem er sich 1902 mit Die Haftung des Verkäufers wegen Mangels im Rechte habilitierte.

### Leipzig, Basel, Kiel, München (1904–1926)
1904 wurde er zunächst Extraordinarius in Leipzig, 1906 Ordentlicher Professor in Basel. Dort wurde er auch Richter am Oberlandesgericht. Seit 1909 gab er zusammen mit Josef Kohler die Rheinische Zeitschrift für Zivil- und Prozessrecht, eine rechtsvergleichende deutsch-französische Zeitschrift heraus. 1910 kam er für kurze Zeit nach Kiel; 1911 wurde er Nachfolger Joseph Aloys August Partschs in Göttingen. Am 9. April 1912 heiratete er Anny Weber († 1979 in Garmisch-Partenkirchen), die er nach einer Dolomitentour in Bozen kennengelernt hatte. Aus der Ehe gingen die Kinder Friedrich Karl († 2009 in Bethesda, Maryland) und Lilli († 1985 in Kalifornien) hervor. 1916 zog er nach München, wo er ein Institut für Rechtsvergleichung gründete und von 1920 bis 1925 als Richter am Landgericht München I mit dem Titel eines Oberlandesgerichtsrats tätig war. Seit 1919 gab er zusammen mit Ludwig Mitteis und Josef Partsch die Romanistischen Beiträge zur Rechtsgeschichte heraus.

### Berlin (1926–1937)
1926 erhielt er schließlich – wieder als Nachfolger Partschs – einen Ruf nach Berlin. In Berlin wurde ihm die Leitung des Kaiser-Wilhelm-Instituts für ausländisches und internationales Privatrecht übertragen (heute: Max-Planck-Institut für ausländisches und internationales Privatrecht, Hamburg), das gemeinsam mit Viktor Bruns’ Institut für ausländisches öffentliches Recht und Völkerrecht im Berliner Stadtschloss untergebracht war. Rabels Vorlesungen an der Universität waren – im Gegensatz zu denen seines Kollegen Martin Wolff – oft nur spärlich besucht. Sein Verhältnis zu Wolff war insgesamt nicht ohne Spannungen. So soll Wolff gedichtet haben:

„Ich mache gern bei Habel [einem universitätsnahen Weinlokal] Rast
weil diesen Ort der Rabel hasst.“

Weiterhin war Rabel 1925 bis 1927 als Ad-hoc-Richter am Ständigen Internationalen Gerichtshof in Den Haag in den sogenannten Chorzów-Fällen tätig. Ab 1927 gab er die Zeitschrift für ausländisches und internationales Privatrecht (heute Rabels Zeitschrift für ausländisches und internationales Privatrecht) und die Entscheidungssammlung IPRspr von 1926 bis 1934 heraus. Als wegweisend werden vor allem seine Arbeiten zum internationalen Recht des Warenkaufes angesehen, auf denen heute noch das Wiener Übereinkommen über Verträge über den internationalen Warenkauf (UN-Kaufrecht oder CISG) aufbaut.
Auf Betreiben des nationalsozialistischen Dekans Gleispach musste Rabel 1935 seinen Lehrstuhl verlassen. Gleispach sorgte auch dafür, dass er den Posten des Institutsdirektors an der Kaiser-Wilhelm-Gesellschaft verlor.

### Emigration (1937–1950)
Im Jahre 1937 wurde Rabel – obwohl getaufter Katholik – wegen seiner jüdischen Herkunft auf Grundlage der Nürnberger Rassegesetze zur Niederlegung seines Amtes als Institutsdirektor gezwungen; im März 1939 verließ er Berlin und emigrierte nach einem kurzen Zwischenaufenthalt in Belgien in die USA. Dort forschte er in der Folgezeit mit Stipendien des American Law Institute, der University of Michigan in Ann Arbor und der Harvard Law School und konnte unter größten Anstrengungen das vierbändige Werk The Conflict of Laws vollenden. Ein ähnliches Schicksal erlitten ebenfalls seine Kollegen James Goldschmidt, Martin Wolff, Fritz Schulz, Arthur Nussbaum, Julius Flechtheim, Max Rheinstein, Julius Magnus und Max Alsberg.

### Rückkehr nach Deutschland (1950–1955)
Im Herbst 1950 kehrt Rabel aus dem Exil nach Deutschland zurück und forschte bis in seine letzten Lebenstage wieder im von ihm begründeten Institut, das von 1944 bis 1956 in Tübingen untergebracht war. Die Freie Universität Berlin ernannte ihn zum Honorarprofessor. Er starb am 7. September in einem Zürcher Krankenhaus.
Zu seinen Schülern zählt Gerhard Kegel.

## Schriften

### Eigene Schriften
- Die Haftung des Verkäufers wegen Mangels im Rechte. Band 1: Geschichtliche Studien über den Haftungserfolg.[5] Veit, Leipzig 1902.
- Nachgeformte Rechtsgeschäfte. Mit Beiträgen zur Lehre von der Injurezession und vom Pfandrecht. In: Zeitschrift der Savigny-Stiftung für Rechtsgeschichte. Romanistische Abteilung. Bd. 27 = 40, 1906, S. 290–335 (Digitalisat Teil 1), und Bd. 28 = 41, 1907, S. 311–379, (Digitalisat Schluß).
- Origine de la règle „Impossibilium nulla obligatio“. In: Mélanges Gérardin. Sirey, Paris 1907, S. 473–512.
- Die Verfügungsbeschränkungen des Verpfänders besonders in den Papyri. Mit einem Anhang: Eine unveröffentlichte Basler Papyrusurkunde. Veit, Leipzig 1909.
- Grundzüge des römischen Privatrechts. In: Franz von Holtzendorff (Begründer), Josef Kohler (Hrsg.): Enzyklopädie der Rechtswissenschaft. In systematischer Bearbeitung. Band 3. 7., der Neubearbeitung 2. Auflage. Duncker & Humblot u. a., München u. a. 1915, S. 399–540.
- Δίκη ἐξοὐλης und Verwandtes. In: Zeitschrift der Savigny-Stiftung für Rechtsgeschichte. Romanistische Abteilung. Bd. 36 = 49, 1915, S. 340–390, (Digitalisat).
- Gefahrtragung beim Kauf. In: Zeitschrift der Savigny-Stiftung für Rechtsgeschichte. Romanistische Abteilung. Bd. 42 = 55, 1921, S. 543–564.
- mit Ernst Levy: Index interpolationum, quae in Iustiniani Digesti inesse dicuntur. 4 Bände (Bd. 1–3; Suppl.-Bd. 1). Böhlau, Weimar 1929–1935.
- Negotium alienum und animus. In: Studi in onore di Pietro Bonfante. Nel XL anno d'insegnamento. Band 4. Treves, Mailand 1930, S. 279–304.
- Die Erbrechtstheorie Bonfantes. In: Zeitschrift der Savigny-Stiftung für Rechtsgeschichte. Romanistische Abteilung. Bd. 50 = 63, 1930, S. 295–332.
- Das Problem der Qualifikation. In: Zeitschrift für ausländisches und internationales Privatrecht. Bd. 5, 1931, S. 241–288, JSTOR:27871878.
- Erbengemeinschaft und Gewährleistung. Rechtsvergleichende Bemerkungen zu den neuen Gaiusfragmenten. In: Πέτρου Γ. Βαλλήνδα (Hrsg.): Μνημόσυνα Παππούλια. Πυρσός, Αθήναι 1934, S. 187–212.
- Zum Besitzverlust nach klassischer Lehre. In: Studi in onore di Salvatore Riccobono nel XL anno del suo insegnamento. Castiglia, Palermo 1936, S. 203–229.
- Das Recht des Warenkaufs. Eine rechtsvergleichende Darstellung. 2 Bände. de Gruyter, Berlin u. a. 1936–1958.
- Systasis. In: Archives d'histoire du droit oriental. Bd. 1, 1937, ISSN 0570-6874, S. 213–237.
- Real Securities in Roman Law. Reflections on a Recent Study by the Late Dean Wigmore. In: Seminar. Bd. 1, 1973, ZDB-ID 206920-9, S. 32–47.
- The Conflict of Laws. A Comparative Study. 4 Bände. University of Michigan Law School u. a., Ann Arbor MI u. a. 1945–1958;
  - Band 1: Introduction. Family Law. 1945;
  - Band 2: Foreign Corporations. Torts. Contracts in General. 1947;
  - Band 3: Special Obligations. Modification and Discharge of Obligations. 1950;
  - Band 4: Property. Bills and Notes. Inheritance. Trusts. Application of Foreign Law. Intertemporal Relations. 1958.
- The Statute of Frauds and Comparative Legal History. In: The Law Quarterly Review. Bd. 63, 1947, ISSN 0023-933X, S. 174–187.
- Private Laws of Western Civilization. 4 Teile in: Louisiana Law Review. Bd. 10, Nr. 1, 1949, ISSN 0024-6859, S. 1–14, (Digitalisat Teil 1); Bd. 10, Nr. 2, 1950, S. 107–119, (Digitalisat Teil 2); Bd. 10, Nr. 3, 1950, S. 265–275, (Digitalisat Teil 3); Bd. 10, Nr. 4, 1950, S. 431–460, (Digitalisat Teil 4).

### Festschriften
- Festschrift für Ernst Rabel. 2 Bände. Mohr (Siebeck), Tübingen 1954;
  - Band 1: Hans Dölle, Max Rheinstein, Konrad Zweigert (Hrsg.): Rechtsvergleichung und internationales Privatrecht.
  - Band 2: Wolfgang Kunkel, Hans Jy Wolff (Hrsg.): Geschichte der antiken Rechte und allgemeine Rechtslehre. 1947.

## Ehrungen
- Ehrendoktor der Universität Athen
- Ehrendoktor der Katholischen Universität Löwen
- Ames-Preis der Harvard Law School
- Antonio-Feltrinelli-Preis für Rechtswissenschaft der Accademia dei Lincei